# Стрелозубые палтусы
Стрелозубые палтусы (лат. Atheresthes) — род лучепёрых рыб из семейства камбаловых (Pleuronectidae).
Длина тела от 84 (Atheresthes stomias) до 100 (Atheresthes evermanni) см. Обитают в северной части Тихого океана. Являются объектами промысла.

## Виды
На апрель 2020 года в род включают 2 вида:
- Азиатский стрелозубый палтус (Atheresthes evermanni)
- Американский стрелозубый палтус (Atheresthes stomias)